# نگار استخر
نگار استخر (زادهٔ ۱۷ مرداد ۱۳۴۹) طراح صحنه و لباس، عروسک‌گردان و بازیگر اهل ایران است.

## زندگی‌نامه
استخر فارغ‌التحصیل رشته زبان انگلیسی از دانشگاه آزاد اسلامی، طراحی صحنه و لباس از دانشگاه هنر و نیز فوق لیسانس ادبیات نمایشی از دانشگاه تهران است. فعالیت سینمایی استخر با طراحی صحنه و لباس فیلم شهر زنان در سال ۱۳۷۷ آغاز شد. وی در سال ۱۳۸۷ تئاتر «زن غرغرو» را کارگردانی کرد.
استخر با عروسک‌گردانی و صدای شخصیت «سنجد» به شهرت رسید. سنجد از شخصیت‌های محبوب تلویزیونی در زمان خود بود.
او همچنین صداپیشه شخصیت عروسکی دختر همسایه در مجموعه کلاه قرمزی و شهر موش‌ها ۲ بوده‌است.
وی مدتیست به آمریکا مهاجرت کرده است

## فیلم‌شناسی
- زن غرغرو (۱۳۸۷) (کارگردانی تئاتر)
- سریال فروشگاه (۱۳۷۵) (بازیگر)

### طراح صحنه و لباس
- چشمان سیاه (۱۳۸۱)
- صورتی (۱۳۸۱)
- سام و نرگس (۱۳۷۹)
- آخر بازی (۱۳۷۹)
- آقای رئیس‌جمهور (۱۳۷۹)
- سیاوش (۱۳۷۷)
- شهر زنان (۱۳۷۷)